# Изложба „Осми београдски Бијенале цртежа и мале пластике” (2007)
Изложба „Осми београдски Бијенале цртежа и мале пластике” се одржала у периоду од 14. августа до 2. септембра 2007. године, у Уметничком павиљону „Цвијета Зузорић” у Београду.

## Жири за награде
На Бијеналу су додељене награде за цртеж и малу пластику према избору петочланог жирија:
- Срђан Вукајловић
- Маријана Гвозденовић
- Весна Голубовић
- Саша Панчић
- Љиљана Ћинкул

## Излагачи
1. Зоран Коки Алексић
2. Момчило Антоновић
3. Ђорђе Арнаут
4. Срђан Арсић
5. Александра Ацић
6. Алан Бећири
7. Бојан Бикић
8. Добрица Бисенић
9. Радомир Бранисављевић
10. Јелена Буторац
11. Здравко Велован
12. Јармила Вешовић
13. Биљана Биба Вицковић
14. Зоран Вранешевић
15. Љиљана Вранић
16. Марко Вукша
17. Жарко Вучковић
18. Шемса Гавранкапетановић
19. Иван Грачнер
20. Зоран Граовац
21. Звонко Грмек
22. Сања Цупаћ Грујичић
23. Лука Дедић
24. Марио Ђиковић
25. Веселин Драшковић
26. Милош Ђорђевић
27. Бранко Ђукић
28. Селма Ђулизаревић
29. Синиша Жикић
30. Борис Зечевић
31. Весна Исаковић
32. Драган Игњатовић
33. Оливера Инђић
34. Тадија Јаничић
35. Момчило Јанковић
36. Весна Јаношевић
37. Драгана Јаћимовић
38. Милена Костић Ничева Јефтић
39. Зоран Добротин Јовановић
40. Шиљан Јошкин
41. Душан Јуначков
42. Нада Кажић
43. Слободан Каштаварац
44. Драган Кићовић
45. Гордана Китак
46. Бранкица Кончаревић
47. Милица Којчић
48. Мирјана Крстевска
49. Радован Кузмановић
50. Слободан Кузмановић
51. Ранка Јанковић Лучић
52. Љубиша Манчић
53. Милан Т. Марковић
54. Надежда Марковски
55. Милена Дурутовић Мијовић
56. Бранка Милић
57. Лепосава Лепа Сибиновић Милошевић
58. Биљана Миљковић
59. Миодраг Млађовић
60. Жељка Момиров
61. Доминика Морариу
62. Наташа Надаждин
63. Тамара Вукша Недељковић
64. Љубица Николић
65. Миа Николић
66. Бела Олах
67. Бојан Оташевић
68. Саша Панчић
69. Ружица Беба Павловић
70. Маша Пауновић
71. Јосипа Пепа Пашћан
72. Душица Пејић
73. Миломирка Петровић
74. Саша Петровић
75. Ивона Плескоња
76. Рајко Попивода
77. Дејан Попов
78. Катарина Поповић
79. Дарија Радаковић
80. Љубица Радовић
81. Срђан Радојковић
82. Слободан Радојковић
83. Симонида Радоњић
84. Матија Рајковић
85. Милица Ракић
86. Тамара Ракић
87. Милан Ракочевић
88. Кристина Ристић
89. Владимир Ристивојевић
90. Слободан Роксандић
91. Снежана Свелак
92. Татјана Смољанић
93. Драгана Пуача Станаћев
94. Нина Станковић
95. Нађа Стаменовић
96. Милан Станков
97. Слободан Станивук
98. Јованка Станојевић
99. Рада Селаковић
100. Радош Стевановић
101. Вида Стефановић
102. Љиљана Стојановић
103. Катарина Стојић
104. Милан Тарин Тепавац
105. Томислав Тодоровић
106. Младен Тушуп
107. Рената Трифковић
108. Владимир Ћурчин
109. Манифест Фауст
110. Драган Цвеле Цветковић
111. Никола Џафо
112. Јелена Шалинић
113. Миле Шаула